# Rhigognostis kovacsi
Rhigognostis kovacsi is een vlinder uit de familie koolmotten (Plutellidae). De wetenschappelijke naam is voor het eerst geldig gepubliceerd in 1952 door Gozmany.
De soort komt voor in Europa.